# 天祖神社 (江戸川区北小岩七丁目)
天祖神社（てんそじんじゃ）は、東京都江戸川区の神社。

## 歴史
天正年間（1573年 - 1592年）に創建された。江戸時代は「神明諏訪両社大神」と称しており、正真寺が別当寺であった。
1802年（享和2年）に落雷による火災で焼失したため、その後再建されている。1874年（明治7年）に村社に列格している。
なお当社の摂末社として「水神宮」がある。1740年（元文5年）の創建といわれている。

## 交通アクセス
- 江戸川駅より徒歩11分。